# Kaapverdië op de Olympische Zomerspelen 2016
Kaapverdië nam deel aan de Olympische Zomerspelen 2016 in Rio de Janeiro, Brazilië. De selectie bestond uit vijf atleten, uitkomend in vier verschillende sporten en was daarmee de grootste Kaapverdische afvaardiging ooit, met twee deelnemers meer dan in 2012. Taekwondoka Maria Andrade droeg de nationale driekleur tijdens de openings- en de sluitingsceremonie. Niet eerder nam Kaapverdië deel aan het olympisch taekwondotoernooi.

## Deelnemers en resultaten
(m) = mannen, (v) = vrouwen 

### Atletiek
| Olympiër       | Discipline      | Resultaat | Prestatie                                          |
| -------------- | --------------- | --------- | -------------------------------------------------- |
| Jordin Andrade | 400m horden (m) | 16e       | serie 6: 4de in 49,35 halve finale 2: 6de in 49,32 |
|                |                 |           |                                                    |
| Lidiane Lopes  | 100m (v)        | 65e       | serie 2: 4de in 12,38 (NR)                         |

### Boksen
| Olympiër        | Discipline | Resultaat | Prestatie                                          |
| --------------- | ---------- | --------- | -------------------------------------------------- |
| Davilson Morais | +91kg (m)  | 9e        | 1ste ronde: vrij 2de ronde: V van GBR Joyce: (tko) |

### Gymnastiek
| Olympiër    | Discipline               | Resultaat | Prestatie                                                                                  |
| ----------- | ------------------------ | --------- | ------------------------------------------------------------------------------------------ |
| Elyane Boal | ritmisch individueel (v) | 26e       | kwalificatie: hoepel: 9,833 bal: 10,033 knotsen: 9,991 linten: 8,783 totaal: 38,640 punten |

### Taekwondo
| Olympiër      | Discipline | Resultaat | Prestatie                                  |
| ------------- | ---------- | --------- | ------------------------------------------ |
| Maria Andrade | –49kg (v)  | 11e       | 1ste ronde: V van THA Wongpattanakit: 6–18 |